# The Rough Lover
The Rough Lover è un film muto del 1918 diretto da Joseph De Grasse. Sceneggiato da Charles Kenyon su un soggetto di Joseph F. Poland, aveva come interpreti Franklyn Farnum, Juanita Hansen, Catherine Henry, Martha Mattox, Fred Montague.

## Trama
Timido topo di biblioteca, Richard Bolton non trova il coraggio di dichiararsi alla bella Helen. Tuttavia, pur se la ragazza non dimostra alcun interesse per lui, Richard è invece corteggiato dalla contessa Wintershin che, con suo imbarazzo, non lo lascia mai in pace, provocando pure la gelosia del conte suo marito. Al mare, dove si ritrovano tutti per una vacanza, Richard è sorpreso dalla contessa mentre se ne sta tranquillamente a prendere un bagno. Per sfuggire alla sua persecutrice, si tuffa sott'acqua sparendo nel nulla. Quando la contessa racconta che Richard è annegato, la zia Mary, una spiritualista, si prepara a contattarlo con una seduta spiritica. Nel frattempo, Richard è riuscito ad arrivare a nuoto a un'isola lì vicino. Qui, incontra Spike O'Brien, un pugile che è la sua copia conforme. Spike, mandato a prendere gli abiti di Richard, arriva proprio mentre la cerimonia di zia Mary è al suo culmine. Il nuovo arrivato, data l'incredibile somiglianza con Richard, viene da tutti preso per questi. Lui, che davanti alle donne non si tira di certo indietro, comincia un romanzetto amoroso con la contessa. Il marito, oltraggiato e furioso, lo sfida a duello. Spike non perde tempo neppure con Helen che, però, quando si accorge che il suo innamorato un po' troppo impetuoso non è per niente Richard, si mette a urlare. Alla fine, tutto si risolve. Richard difende con successo la sua ragazza e lei si rende conto di preferire il tranquillo amore di Richard a quello irruento e rude di Spike.

## Produzione
Il film, prodotto dalla Bluebird Photoplays, fu girato negli Universal Studios, al 100 di Universal City Plaza, a Universal City.

## Distribuzione
Il copyright del film, richiesto dalla Bluebird, fu registrato il 18 febbraio 1918 con il numero LP12077.
Distribuito dalla Bluebird Photoplays attraverso la Universal Film Manufacturing Company, il film uscì nelle sale statunitensi il 25 febbraio 1918.
Non si conoscono copie ancora esistenti della pellicola che viene considerata presumibilmente perduta.